# Amanda Hale
Amanda Hale (Londra, 2 ottobre 1982) è un'attrice britannica di origini irlandesi.
Ha ottenuto critiche positive per il ruolo interpretato in Lo zoo di vetro all'Apollo Shaftesbury Teathre, nel West End di Londra.

## Biografia
Nata nella Londra nordoccidentale, decise di perseguire la propria carriera di attrice poco prima di iscriversi alla facoltà di Inglese dell'università di Oxford. Si iscrisse quindi alla Royal Academy of Dramatic Art, dalla quale si diplomò nel 2005.

## Carriera
Durante gli anni all'accademia, vinse il premio Awarded Audience e il premio Best Fight. A novembre del 2007, inoltre, fu nominata per due Evening Standard Awards (il "Premio Milton Shulman per il Miglior Esordiente" e il premio come "Miglior Attrice") grazie all'interpretazione del ruolo di Laura Wingfield nello spettacolo Lo zoo di vetro di Tennessee Williams, messo in scena all'Apollo Theatre di Londra e molto acclamato dalla critica.
A settembre 2009, Amanda ha debuttato al Royal National Theatre con Our Class, uno spettacolo originale di Tadeusz Slobodzianek. Il mese successivo è apparsa nel dramma in tre parti di ITV1 Murderland, affiancata da Robbie Coltrane e Sharon Small. Ad aprile del 2011 ha interpretato Agnes Rackham nell'adattamento della BBC di The Crimson Petal and the White, mentre a giugno del 2013 ha recitato nel ruolo di Margaret Beaufort, madre del re Enrico VII, nella miniserie BBC The White Queen, basata sulla serie di romanzi storici di Philippa Gregory La guerra dei cugini.

## Filmografia

### Cinema
- Bright Star, regia di Jane Campion (2009)
- The Invisible Woman, regia di Ralph Fiennes (2013)
- Star Wars - L'ascesa di Skywalker (Star Wars: The Rise of Skywalker), regia di J. J. Abrams (2019)

### Televisione
- Jekyll, regia di Douglas Mackinnon e Matt Lipsey – miniserie TV, puntata 4 (2007)
- Murderland, regia di Catherine Morshead – miniserie TV (2009)
- Spooks – serie TV, episodio 9x03 (2010)
- Any Human Geart – miniserie TV, 1 puntata (2010)
- The Crimson Petal and the White, regia di Marc Munden – miniserie TV (2011)
- Rev. – serie TV, episodio 2x02 (2011)
- Being Human – serie TV, episodio 5x03 (2013)
- Ripper Street – serie TV, 7 episodi (2012-2013)
- Dates – serie TV, episodio 1x08 (2013)
- The White Queen, regia di James Kent, Jamie Payne e Colin Teague – miniserie TV (2013)
- Catastrophe – serie TV, 6 episodi (2015-2019)
- Three Girls, regia di Philippa Lowthorpe – miniserie TV, puntata 3 (2017)
- Delitti in Paradiso (Death in Paradise) – serie TV, episodio 9x01 (2020)
- A Discovery of Witches - Il manoscritto delle streghe (A Discovery of Witches) – serie TV, episodi 2x02-2x03 (2021)

## Doppiatrici italiane
Nelle versioni in italiano, Amanda Hale è stata doppiata da:
- Laura Lenghi in Ripper Street
- Angela Brusa in The White Queen
- Valeria Zazzaretta in Star Wars: L'ascesa di Skywalker
- Selvaggia Quattrini in A Discovery of Witches - Il manoscritto delle streghe